# Dolichopus viridis
Dolichopus viridis är en tvåvingeart som beskrevs av Van Duzee 1921. Dolichopus viridis ingår i släktet Dolichopus och familjen styltflugor. Inga underarter finns listade i Catalogue of Life.